# Олейник, Николай Дмитриевич
Николай Дмитриевич Олейник (род. 20 января 1944, Матусов) — советский и украинский актёр. Народный артист Украины (2018). Заслуженный артист Украины (2003).

## Биография
Родился 20 января 1944 года в селе Матусов Черкасской области. Отец Дмитрий Филонович преподавал музыку и пение в средней школе № 2, а также руководил хором.
В 1969 году окончил Киевский государственный институт театрального искусства имени И. Карпенко-Карого.
Актёр Киевской киностудии имени А. П. Довженко.
Член Национального союза кинематографистов Украины.

## Фильмография
- 1967 — «На Киевском направлении» — Волков
- 1968 — «Совесть» — полицай
- 1969 — «Возвращайся с солнцем» — Коля, радист
- 1969 — «Комиссары»
- 1970 — «Мир хижинам, война дворцам» — член Ревкома
- 1970 — «Узники Бомона»
- 1970 — «Белая птица с чёрной отметиной» — Роман, бандеровец (озвучил Павел Морозенко)
- 1971 — «Где вы, рыцари?» — парень с гитарой
- 1972 — «Тайник у Красных камней» — майор Алексеев
- 1973 — «Мальчишку звали Капитаном» — Константин Николаевич Зелинский, парторг
- 1973 — «Черный капитан»
- 1974 — «Тайна партизанской землянки» — Гордей Коцюба/ сын Гордея Коцюбы
- 1975 — «Там вдали, за рекой» — Пантелей Желтобрюхов-Гневный, чекист
- 1975 — «Волны Чёрного моря»
- 1977 — «Ералашний рейс» — Мрачный
- 1977 — «Р. В. С.» — Головень
- 1977 — «Судьба» — Рябокляч
- 1978 — «Жнецы» — Ковалев
- 1978 — «Подпольный обком действует» — Семён Михайлович Новиков
- 1978 — «Праздник печёной картошки»
- 1978 — «Мятежный «Орионъ»» — Мухта, машинист, анархист
- 1979 — «Расколотое небо» — комиссар Захарьин
- 1980 — «От Буга до Вислы» — партизан
- 1981 — «Предвещает победу» — член трибунала
- 1981 — «Женские радости и печали» — замполит Карху
- 1981 — «Путь к Софии» — русский солдат
- 1981 — «Высокий перевал» — Штефан Фотиев
- 1982 — «Возвращение Баттерфляй»
- 1982 — «Казнить не представляется возможным» — Григорьев
- 1984 — «За ночью день идёт» — Григорий Лопатецкий
- 1984 — «В двух шагах от «Рая»» — полковник
- 1984 — «Два гусара» — офицер
- 1984 — «Твоё мирное небо» — эпизод
- 1984 — «Украденное счастье»
- 1985 — «Свидание на Млечном пути» — солдат
- 1985 — «Мужчины есть мужчины» — отец Жени
- 1986 — «И никто в мире…» — Матюшенко
- 1986 — Не имеющий чина — Панас Холоденко
- 1986 — «Без сына не приходи!» — Гусов
- 1986 — «Капитан «Пилигрима»»
- 1986 — «Мама родная, любимая…» — Андрей Андреевич, председатель колхоза
- 1987 — «Раненые камни» — почтовый курьер
- 1988 — «Фантастическая история» — игрок
- 1988 — «Зона»
- 1988 — «Поджигатели»
- 1988 — «Личное оружие» — Хрисанфов, майор милиции
- 1988 — «Чёрная Долина» — гетман Дорошенко
- 1988 — «На привязи у взлётной полосы»
- 1989 — «Хочу сделать признание» — Лаврин
- 1990 — «Грешник» — мастер на заводе
- 1990 — «Сто тысяч»
- 1990 — «Война на западном направлении» — майор-артиллерист Быханов
- 1990 — «Каменный плен»
- 1991 — «Подарок на именины» — Семен, извозчик
- 1991 — «Личное оружие» — Хрисанфов, майор милиции
- 1992 — «Вишнёвые ночи» — Чернявый, связной УПА
- 1993 — «Дом в закоулке»
- 1993 — «Секретный эшелон»
- 1994 — «Дорога на Сечь» — казак
- 1994 — «Тарас Шевченко. Завещание» — Ширяев / следователь
- 1995 — «Казненные рассветы»
- 1998 — «Седьмой маршрут»
- 2000 — «Чёрная рада» — полковник Васюта
- 2001 — «День рождения Буржуя 2»
- 2001 — «Молитва о гетмане Мазепе» — Змиев
- 2004 — «Эвиленко» — крестьянин
- 2005 — «Далеко от Сансет бульвара» — завхоз
- 2005 — «Приключения Верки Сердючки» — директор школы
- 2006 — «Возвращение Мухтара-3» — Петр
- 2007 — «Девять жизней Нестора Махно» — старый анархист дед Правда
- 2009 — «Тарас Бульба» — казак
- 2012 — «Анна Герман. Тайна белого ангела» — проводник
- 2014 — «Дом с лилиями» — Аркадий Иванович Сивохин
- 2014 — «Пока станица спит» — поп
- 2018 — «Верни мою жизнь» — вахтёр